# Леснар, Брок
Брок Э́двард Ле́снар (англ. Brock Edward Lesnar; МФА [ˈlɛznər]; род. 12 июля 1977, Уэбстер, Южная Дакота) — американский рестлер, а также бывший боец смешанного стиля (ММА), борец и игрок в американский футбол. В настоящее время выступает в WWE в качестве «свободного агента», имеющего право выступать на обоих брендах — Raw и SmackDown.
Леснар занимался борьбой в Университете Миннесоты, выиграв национальный чемпионат в 2000 году. Вскоре он подписал контракт с World Wrestling Federation (WWF, ныне WWE) и в 2002 году стал известным в индустрии, выиграв титул чемпиона WWE в возрасте 25 лет, став самым молодым чемпионом мира в истории компании. В 2004 году Леснар покинул WWE и присоединился к команде «Миннесота Вайкингс» Национальной футбольной лиги, но во время предсезонных сборов был отчислен из команды. В 2005 году он выиграл титул чемпиона IWGP в тяжёлом весе в New Japan Pro-Wrestling (NJPW), а в 2012 году вновь подписал контракт с WWE.
Леснар начал карьеру в смешанных единоборствах в 2007 году, а в 2008 году подписал контракт с Ultimate Fighting Championship (UFC). Он быстро завоевал титул чемпиона UFC в тяжёлом весе, но в 2009 году выбыл из строя из-за дивертикулита. После возвращения в 2010 году Леснар победил временного чемпиона UFC в тяжёлом весе Шейна Карвина и таким образом объединил титулы в тяжёлом весе, став единственным неоспоримым чемпионом UFC в тяжёлом весе. После ряда поражений и дальнейших проблем с дивертикулитом, Леснар ушёл из ММА в 2011 году. Он вернулся в 2016 году и победил Марка Ханта; его победа была отменена после того, как тест Леснара дал положительный результат на кломифен, запрещённый антидопинговой политикой UFC. В 2017 году Леснар во второй раз ушёл из ММА. Леснар участвовал в самых кассовых событиях в истории промоушена, включая UFC 91, UFC 100, UFC 116 и UFC 121.
Леснар — семикратный чемпион WWE, трехкратный чемпион Вселенной WWE, чемпион UFC в тяжёлом весе, чемпион IWGP в тяжёлом весе и чемпион NCAA по борьбе; единственный человек в истории, который выиграл титулы чемпиона в тяжёлом весе в каждой из этих организаций. Леснар также является двукратным победителем матча «Королевская битва» (2003, 2022), победителем турнира «Король ринга» (2002), победителем матча Money in the Bank (2019) и хедлайнером нескольких WrestleMania, где он завершил непобедимую серию Гробовщика.

## Ранние годы
Леснар родился и вырос в городе Уэбстер, Южная Дакота. Сын Стефани и Ричарда Леснаров, которые владели и управляли молочной фермой. Семья имеет немецкие корни. У Брока есть два старших брата по имени Трой и Чед, а также младшая сестра по имени Бренди. В возрасте 17 лет он поступил на службу в армию Национальной гвардии США, где был переведён на офисную работу после того, как ему был поставлен диагноз дальтонизм, что сделало опасным его желание работать со взрывчатыми веществами. Был уволен из армии после проваленного теста на печать на компьютере, после чего работал в строительной компании.

## Карьера в борьбе
Леснар посещал школу города Уэбстер, где играл в американский футбол и участвовал в соревнованиях по борьбе, заняв третье место в своём штате. Затем он поступил в колледж Бисмарка, где на втором курсе выиграл чемпионат NJCAA в тяжёлом весе. Он перешёл в университет Миннесоты, где получал борцовскую стипендию. Его соседом по комнате был будущий коллега по WWE Шелтон Бенджамин, который также помогал ему в тренировках.
В 2000 году Леснар стал чемпионом в тяжёлом весе первого дивизиона NCAA. Он закончил свою любительскую карьеру в качестве двукратного NCAA All-American, со статистикой 106-5 всего за четыре года обучения в колледже.

## Карьера в рестлинге

### World Wrestling Federation/Entertainment

#### Ohio Valley Wrestling (2000—2002)
В 2000 году Леснар подписал контракт с World Wrestling Federation (WWF) и был направлен в её территорию развития Ohio Valley Wrestling (OVW), где он впервые встретил будущего друга и менеджера Пола Хеймана. Букер OVW Джим Корнетт поставил Леснара в пару со своим бывшим соседом по комнате в колледже Шелтоном Бенджамином. Они были известны как The Minnesota Stretching Crew и трижды выигрывали командное чемпионство OVW. Леснар провёл несколько тёмных матчей в 2001 и 2002 годах, прежде чем был вызван в основной ростер WWF.

#### Следующая большая вещь (2002—2003)
Леснар дебютировал на телевидении WWF в эпизоде Raw от 18 марта 2002 года в качестве хила, напав на Эла Сноу, Мэйвена и Спайка Дадли во время их матча за титул хардкорного чемпиона WWF, при этом его сопровождал Пол Хейман, который давал Леснару указания. Когда в WWF было проведено разделение брендов, Леснар был переведён на бренд Raw. Позже Хейман был утверждён в качестве агента Леснара и дал Леснару прозвище «Следующая большая вещь». Первая вражда Леснара была с «Братьями Харди». Он победил Джеффа Харди нокаутом после того, как Харди не ответил рефери Теодору Лонгу на Backlash 21 апреля, что стало его первым официальным телематчем. На следующий вечер на Raw Леснар встретился с братом Джеффа, Мэттом Харди, и победил его тем же способом. Леснар и Шон Стейзиак проиграли «Братьям Харди» на Insurrextion 4 мая после того, как Стейзиак был удержан, но Леснар атаковал всех участников после матча. На Judgment Day 19 мая Леснар и Хейман победили «Братьев Харди».

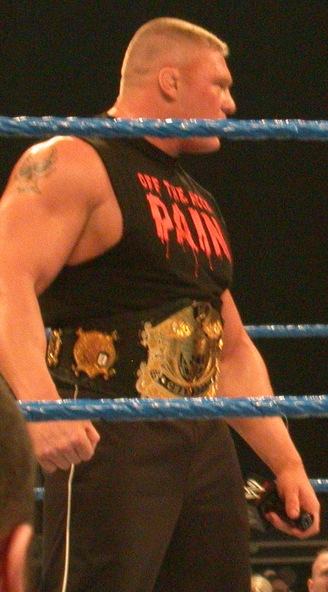
Леснар во время своего пребывания в статусе чемпиона WWE

В июне 2002 года Леснар выиграл турнир «Король ринга», победив Буббу Рэя Дадли в первом раунде, Букера Ти в четвертьфинале, Теста в полуфинале и Роба Ван Дама в финале, что дало ему право на матч за титул неоспоримого чемпиона WWE на SummerSlam. На Vengeance 21 июля Леснар проиграл Ван Даму в матче за интерконтинентальное чемпионство WWE по дисквалификации. 22 июля Леснар присоединился к SmackDown!. После быстрой вражды с Халком Хоганом в августе 2002 года, Леснар победил Скалу на SummerSlam 25 августа и стал новым неоспоримым чемпионом WWE и самым молодым чемпионом WWE в возрасте 25 лет. Он также стал вторым по скорости завоевания титула чемпиона WWE после дебюта (126 дней), уступив только Рику Флэру (113 дней). В то время титул неоспоримого чемпиона WWE защищался на обоих брендах, поэтому генеральный менеджер Raw Эрик Бишофф ожидал, что Леснар вернётся на Raw следующей ночью. Генеральный менеджер SmackDown! Стефани Макмэн заявила, что Леснар должен защищать титул только на её шоу, что побудило Бишоффа учредить новый титул для бренда Raw (чемпион мира в тяжёлом весе).
Стремительный взлёт Леснара на вершину WWE в 2002 году привёл к вражде с Гробовщиком, в ходе которой 22 сентября на Unforgiven состоялся матч. Матч закончился двойной дисквалификацией, и Леснар сохранил титул. Леснар снова встретился с Гробовщиком на No Mercy, на этот раз в матче «Ад в клетке». В преддверии матча, по сюжету, Леснар сломал руку Гробовщику баллоном с пропаном. Несмотря на то, что Хейман умолял Макмэна не позволять Гробовщику использовать свой гипс в качестве оружия, просьба была отклонена, и матч состоялся, как и планировалось. На No Mercy Леснар победил Гробовщика в матче «Ад в клетке» и сохранил титул, положив тем самым конец их вражде. Он сохранил титул чемпиона WWE в матче с Хейманом против Эджа на Rebellion 26 октября.

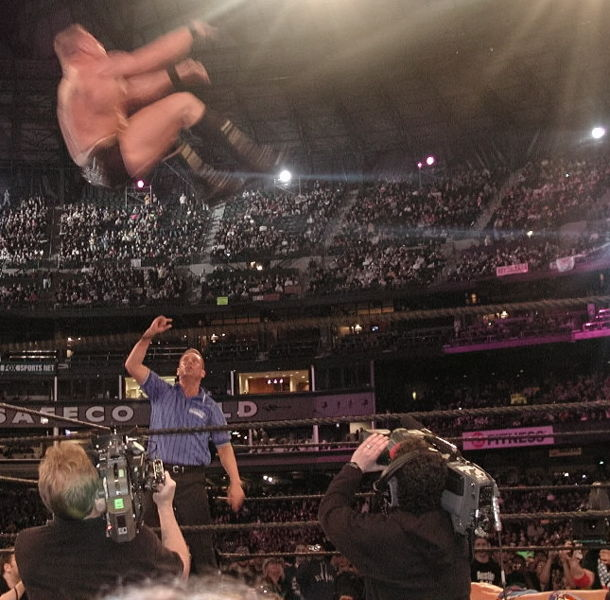
Леснар неудачно пытается выполнить приём Shooting Star Press на WrestleMania XIX

Следующим соперником Леснара был Биг Шоу, и Хейман, как никто другой, был убеждён, что Леснар не сможет победить, и пытался отговорить его от защиты титула. Леснар отказался и защитил титул против Биг Шоу на Survivor Series 17 ноября. На Survivor Series Хейман отвернулся от Леснара, позволив Биг Шоу завалить его на стальной стул и победить, выиграв титул чемпиона WWE, что стало первым поражением Леснара в WWE. Это привело к тому, что Леснар впервые стал фейсом. После Survivor Series Хейман дал понять, что Леснар не получит реванша, и протащил специальный пункт об этом в его контракт. Чтобы отомстить Биг Шоу и Хейману, Леснар вмешался в первую защиту титула Биг Шоу против Курта Энгла в следующем месяце на Armageddon 15 декабря, где Леснар провёл F-5 Биг Шоу, что позволило Энглу выиграть титул чемпиона WWE. На следующем эпизоде SmackDown! Энгл представил Хеймана в качестве своего менеджера и, несмотря на обещание Леснара получить титульный матч ранее в тот вечер, заявил, что Леснар все равно его не получит. Возобновилось соперничество Леснара с Хейманом и Биг Шоу, кульминацией которого стал матч на Royal Rumble в январе 2003 года, победитель которого попал в матч «Королевская битва» позже вечером. На Royal Rumble он победил Биг Шоу и вошёл в «Королевскую битву» под номером 29. Он выбросил Мэтта Харди и «Команду Энгла» (Чарли Хааса и бывшего товарища Леснара по команде в OVW Шелтона Бенджамина).

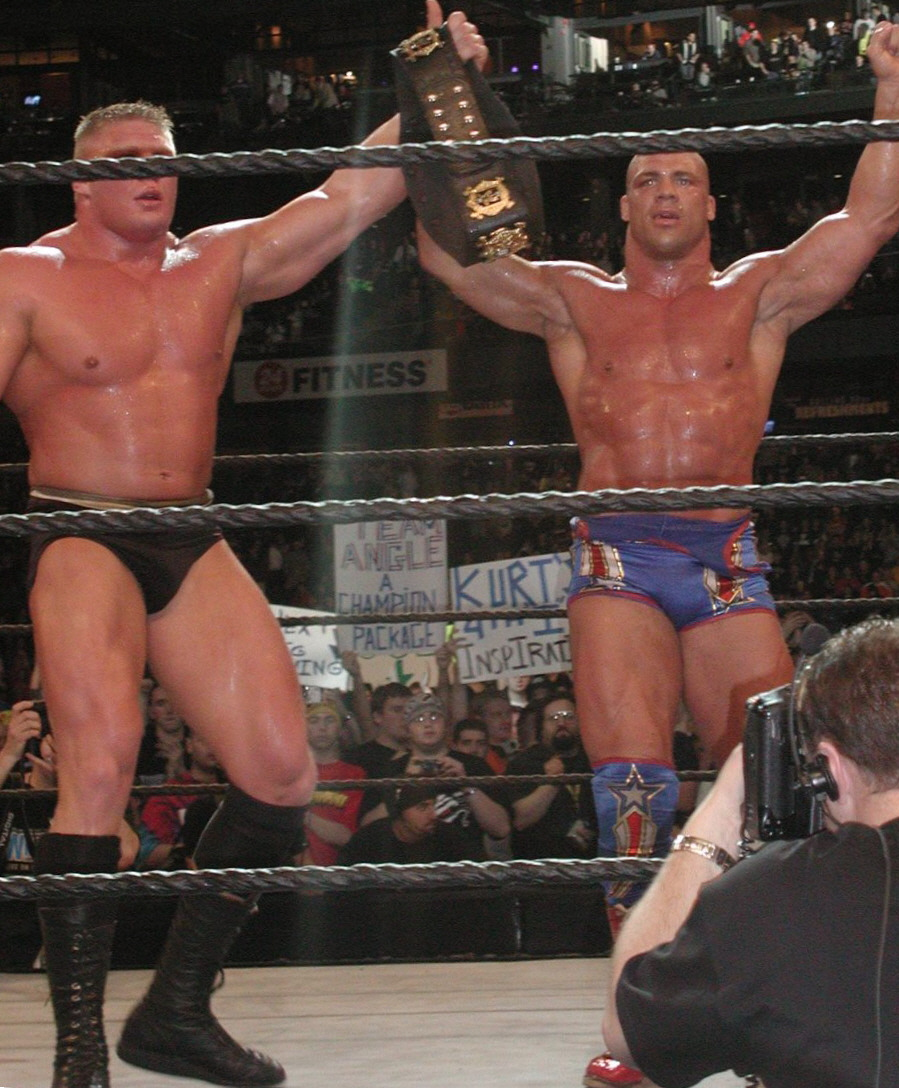
Леснар и Курт Энгл после матча за звание чемпиона WWE на WrestleMania XIX

Он выбросил Гробовщика последним и выиграл матч, что гарантировало ему матч за звание чемпиона WWE на WrestleMania XIX, поскольку он был рестлером SmackDown!. После Royal Rumble Леснар и Крис Бенуа победили Энгла, Хааса и Бенджамина в матче с гандикапом на No Way Out 23 февраля. На WrestleMania 30 марта Леснар победил Энгла и завоевал свой второй титул чемпиона WWE; во время матча он неудачно выполнил приём Shooting Star Press (приём, который он неоднократно использовал в OVW) и приземлился на голову и шею, что привело к сотрясению мозга. Это заставило Энгла (который вышел на матч со сломанной шеей) и Леснара импровизировать завершение матча.

#### Чемпион WWE (2003—2004)
После WrestleMania Леснар обратил своё внимание на Джона Сину, который вернулся после травмы в феврале 2003 года после F-5 в стойку ринга от Леснара. Сина заявил, что Леснар чуть не закончил его карьеру, и даже назвал свой новый приём «F.U.» в качестве колкости в адрес нового чемпиона. Вражда закончилась матчем на Backlash 27 апреля, где Леснар победил Сину, сохранив титул чемпиона WWE. На следующем эпизоде SmackDown! Леснар вернулся к соперничеству с Биг Шоу после того, как, по сюжету, Биг Шоу травмировал Рея Мистерио во время их матча на Backlash. В результате нападения Биг Шоу Мистерио вынесли на носилках, а Биг Шоу снял Мистерио с носилок и с размаху ударил о стойку ринга, усугубив травму. Леснар вызвал Биг Шоу, который потребовал, чтобы Леснар поставил свой титул на кон против него. Это привело к матчу с носилками за титул чемпиона WWE на Judgment Day 18 мая, где Леснар успешно удержал титул. Во время матча-реванша, состоявшегося 12 июня на SmackDown!, Леснар поднял Биг Шоу с вершины канатов на «суперплекс», от удара которого обрушился ринг. Пока Леснар и Биг Шоу продолжали своё соперничество, Курт Энгл вернулся после операции на шее и начал формировать более дружеское соперничество с Леснаром, поскольку эти двое были союзниками, но в то же время претендентами на титул. В июле на первом эксклюзивном для бренда SmackDown! шоу Vengeance Леснар проиграл титул чемпиона WWE Энглу в матче с участием Биг Шоу, после того как Энгл его удержал.
Леснар продолжал агрессивно добиваться титула чемпиона WWE, несмотря на дружбу с Энглом. Мистер Макмэн включился в эту историю, сначала ругая Леснара, который втянулся в соперничество Макмэна с Заком Гоуэном. Все это оказалось поворотом, который проявился в эпизоде SmackDown! 7 августа. В тот вечер Леснар и Макмэн должны были встретиться друг с другом в матче в стальной клетке с Энглом в качестве специально приглашённого рефери, согласно приказу Макмэна в шоу предыдущей недели. Во время матча Леснар потерял сознание из-за инсценировки инцидента за кулисами, и Макмэн собирался удержать его, но Энгл отказался позволить Макмэну победить таким образом. Когда эти двое начали спорить, Леснар атаковал Энгла приёмом F-5 и продолжал атаковать Энгла, в то время как Макмэн наблюдал за происходящим и праздновал с ним после этого, снова превратившись в хила. На SummerSlam 24 августа Леснар проиграл Энглу. В эпизоде SmackDown! от 18 сентября Леснар победил Энгла в матче «Железный человек» и выиграл свой третий титул чемпиона WWE со счётом 5:4, положив тем самым конец их давней вражде.
Леснар успешно защитил свой титул против дебютировавшего Пола Лондона в эпизоде SmackDown! 9 октября. Он вернулся к вражде с Гробовщиком, так как Леснар ранее лишил Гробовщика титула в матче с тогдашним чемпионом Куртом Энглом на выпуске SmackDown! от 4 сентября, что дало ему право на титул Леснара. На No Mercy 19 октября Леснар победил Гробовщика в матче с байкерской цепью после вмешательства «Полнокровных итальянцев» и Винса Макмэна. После возвращения Пола Хеймана в WWE в качестве генерального менеджера SmackDown! Леснар присоединился к Хейману. В преддверии Survivor Series он вызвал Энгла на традиционный матч Survivor Series на выбывание. Леснар выбрал себе в команду Биг Шоу, а Хейман добавил к нему вернувшегося Натана Джонса и дебютировавшего Мэтта Моргана, доведя количество участников команды до четырёх. Энгл выбрал в свою команду Криса Бенуа и APA (Брэдшоу и Фаарук). Во время матча с Леснаром Фаарук получил травму, и команде Энгла пришлось искать ему замену. Команда Леснара выбрала Эй-Трейна на пятое и последнее место после того, как он напал на Джона Сину, который отказался принять приглашение присоединиться к команде Леснара. Вместо этого Сина присоединился к команде Энгла, а Энгл добавил Хардкора Холли в качестве пятого участника (Леснар за год до этого нанёс Холли серьёзную травму, и с тех пор он не выступал). 16 ноября на Survivor Series Леснара проиграла. В эпизоде SmackDown! от 4 декабря он защитил титул чемпиона WWE от Бенуа после того, как Бенуа потерял сознание от нового приёма Леснара «Брок Лок».

#### Вражда с Голдбергом и уход (2003—2004)

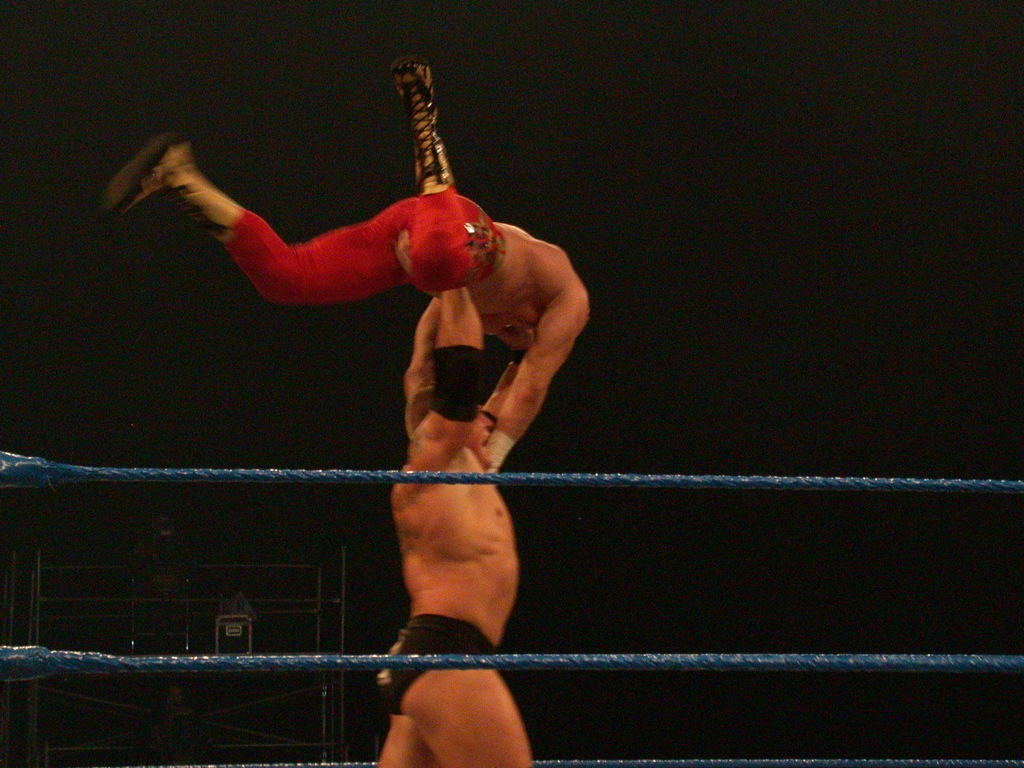
Леснар демонстрирует свою силу на Эдди Герреро во время эфира SmackDown! в феврале 2004 года

На Survivor Series в ноябре 2003 года Леснар впервые встретился с Голдбергом с бренда Raw. После того, как Леснар заявил в закулисном интервью, что он может победить любого в мире, Голдберг прервал интервью и представился Леснару, пожал ему руку, а затем удалился с пристальным взглядом. Леснар продолжил это соперничество враждой с Хардкором Холли. По сюжету, Холли хотел отомстить Леснару за реальную травму шеи во время предыдущего матча между ними в 2002 году, после которой Холли потребовалась операция, и он выбыл из строя на год. На Royal Rumble 25 января 2004 года Леснар победил Холли и сохранил титул чемпиона WWE. Позже в матче «Королевская битва» Леснар атаковал Голдберга приёмом F-5, что позволило Курту Энглу выбросить его.
Леснар защищал титул чемпиона WWE против Эдди Герреро на No Way Out 15 февраля. Голдберг атаковал Леснара, пока рефери был без сознания, что позволило Герреро почти удержать Леснара. Затем Леснар попытался провести F-5 на Герреро, но Герреро перевернул его в DDT на титульный пояс и провёл «прыжок лягушки», выиграв титул чемпиона WWE. Разозлённый Леснар начал враждовать с Голдбергом, обвиняя его в потере титула, и 14 марта на WrestleMania XX был назначен матч между ними. Во время вражды с Голдбергом Леснар также враждовал со Стивом Остином, который предлагал Голдбергу напасть на Леснара на No Way Out. После того, как Леснар напал на Остина в эпизоде Raw от 23 февраля и украл его мотовездеход, Остин был назначен специальным приглашённым судьёй на матч WrestleMania. В эпизоде SmackDown! от 4 марта Леснар победил Хардкора Холли в своём последнем матче на еженедельном телешоу WWE до 2019 года. За кулисами было широко известно, что этот матч будет последним для Голдберга в WWE. Всего за неделю до WrestleMania появились слухи, что Леснар тоже покидает WWE, чтобы продолжить карьеру в «Национальной футбольной лиге» (NFL). В результате матч Леснара с Голдбергом превратился в фиаско, так как болельщики в «Мэдисон-сквер-гарден» издевались и осыпали обоих яростными оскорблениями. Голдберг победил Леснара после «Джекхаммера», после чего оба бойца получили «Станнер» от Остина.

### New Japan Pro-Wrestling и Inoki Genome Federation (2005—2007)
8 октября 2005 года Леснар завоевал титул чемпиона IWGP в тяжёлом весе в своём дебютном матче в трёхстороннем поединке с Казуюки Фудзитой и Масахиро Тёно на шоу New Japan Pro-Wrestling (NJPW) в Tokyo Dome. Леснар — один из немногих американских рестлеров, владевших этим титулом. Он выиграл матч, победив Тёно после F-5, который он переименовал в «Вердикт», поскольку WWE владеет торговой маркой на название F-5. После матча Леснар заявил, что это название относится к его иску против WWE, которая 6 декабря подала ходатайство о временном запрете на продолжение сотрудничества Леснара с NJPW, но суд его не удовлетворил. После этого он одержал две победы без титула над Манабу Наканиси и Юдзи Нагатой. Леснар успешно защитил титул чемпиона 4 января 2006 года против бывшего чемпиона Синсукэ Накамуры. 13 января WWE снова подала судебный запрет против Леснара, чтобы помешать ему защищать титул чемпиона IWGP в тяжёлом весе, который также не был исполнен, так как он продолжил защищать свой титул против бывшего чемпиона по сумо Акэбоно 19 марта в «Рёгоку Кокугикан». Леснар провёл ещё одну успешную защиту титула против Гиганта Бернарда 3 мая. Это был первый матч за титул чемпиона в NJPW между американцем и американцем со времён поединка Вейдера против Стэна Хэнсена в 1990 году. 15 июля NJPW лишила Леснара титула чемпиона IWGP в тяжёлом весе, так как он не вернулся для его защиты из-за проблем с визой. 16 июля был проведён турнир для определения нового чемпиона, который выиграл Хироси Танахаси. Леснар продолжал владеть физическим поясом чемпиона IWGP в тяжёлом весе до конца июня 2007 года.
Примерно через год, 29 июня 2007 года, Леснар защитил свой титул чемпиона IWGP в тяжёлом весе против чемпиона мира TNA в тяжёлом весе Курта Энгла в матче чемпион против чемпиона на дебютном шоу Inoki Genome Federation (IGF). Промоутер IGF Антонио Иноки заявил, что Леснар является «правильным» чемпионом IWGP в тяжёлом весе, так как он не был побеждён в борьбе за титул. Энгл заставил Леснара сдаться и завоевать титул чемпиона IWGP в тяжёлом весе, признанный IGF и Total Nonstop Action Wrestling (TNA). Это был последний матч Леснара в качестве рестлера до 2012 года, когда он вновь подписал контракт с WWE.

### Возвращение в WWE

#### Возвращение и окончание серии Гробовщика (2012—2014)

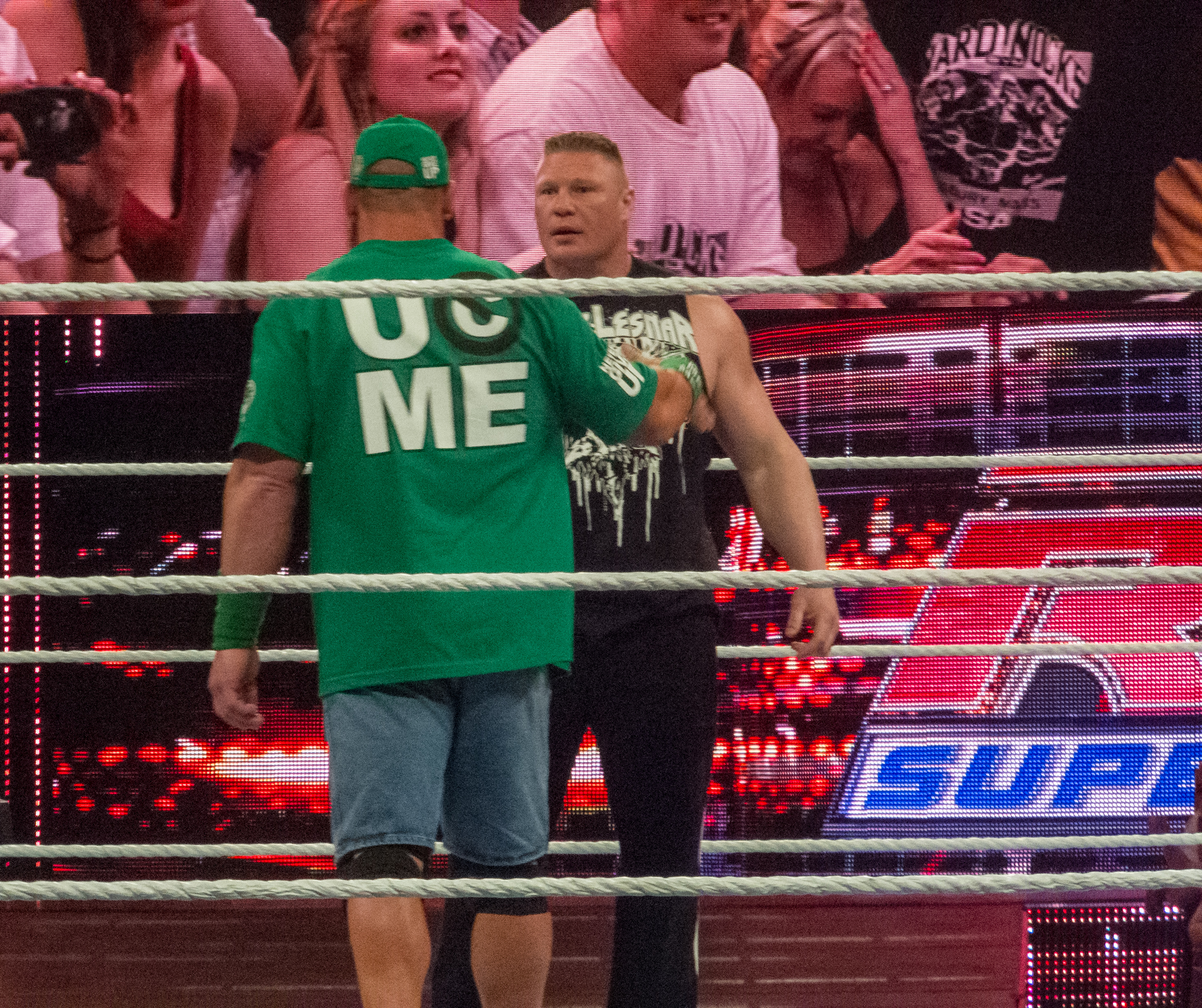
Леснар с Джоном Синой после своего возвращения в апреле 2012 года

Леснар вернулся в WWE 2 апреля 2012 года на шоу Raw в качестве хила, столкнувшись, и провёл F-5 Джону Сине. На следующей неделе генеральный менеджер Raw Джон Лауринайтис заявил, что подписал контракт Леснаром, чтобы вернуть «легитимность» в WWE и сделать его «новым лицом WWE». Лауринайтис также запланировал, что Леснар встретится с Сеной в матче по экстремальным правилам. На Extreme Rules 29 апреля Леснар проиграл Сине, несмотря на доминирование в матче.
На следующий вечер на Raw главный операционный директор WWE Трипл Эйч отказался уступить необоснованным требованиям Леснара по контракту (которые включали предоставление ему личного самолёта и переименование Raw в Monday Night Raw starring Brock Lesnar), в результате чего Леснар напал на него и сюжетно сломал ему руку. На следующей неделе на Raw Пол Хейман вернулся в качестве юридического представителя Леснара; он заявил, что Леснар уходит из WWE и подаёт в суд на компанию за нарушение контракта. На No Way Out в июне, Трипл Эйч бросил вызов Леснару (который не присутствовал на шоу) на матч на SummerSlam, но Леснар отказался. Стефани Макмэн позже уговорила Хеймана принять матч от имени Леснара. На SummerSlam 19 августа Леснар победил Трипл Эйча болевым приёмом. На следующий вечер на Raw Леснар объявил себя новым «Королём королей» и заявил, что покинет WWE после победы над Трипл Эйчем, заявив, что он завоевал всё в компании.

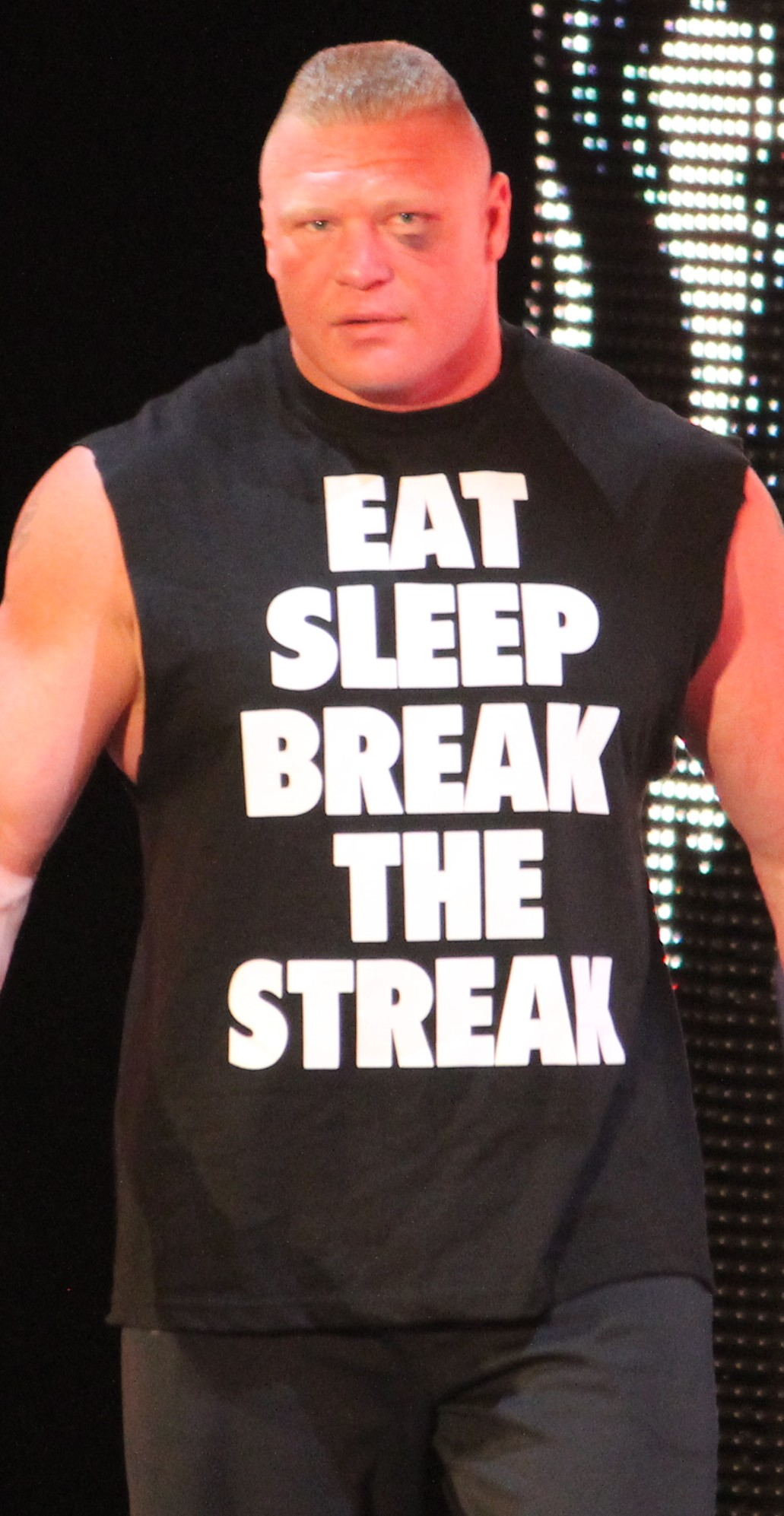
Леснар прервал победную серию Гробовщика на WrestleMania в 2014 году

Леснар вернулся на эпизоде Raw 28 января 2013 года, столкнувшись с Мистером Макмэном, который собирался уволить Хеймана, и, несмотря на мольбы Хеймана, Леснар атаковал Макмэна приёмом F-5, сюжетно сломав Макмэну таз. На следующей неделе во время ток-шоу Miz TV управляющий супервайзер Raw Вики Герреро рассказала, что именно она подписала с Леснаром новый контракт, чтобы произвести впечатление на Макмэна. В эпизоде Raw от 25 февраля Леснар снова попытался напасть на Макмэна, но ввязался в драку с вернувшимся Трипл Эйчем, в результате которой Леснар получил рассечение головы, и ему пришлось наложить восемнадцать швов. На следующей неделе на Raw Трипл Эйч бросил вызов Леснару, потребовав реванша с ним на WrestleMania 29, который Леснар принял, но только после того, как Трипл Эйч подписал контракт, а Леснар назвал условие. После того, как Трипл Эйч подписал контракт и напал на Хеймана, условие было объявлено — матч без правил с карьерой Трипл Эйча на кону. На WrestleMania 7 апреля Леснар проиграл Трипл Эйчу после Pedigree о стальные ступени. На эпизоде Raw от 15 апреля Леснар напал на 3MB (Хит Слейтер, Дрю Макинтайр и Джиндер Махал), после чего Хейман бросил вызов Трипл Эйчу, предложив ему встретиться с Леснаром в стальной клетке на Extreme Rules, который Трипл Эйч принял на следующей неделе. На Extreme Rules 19 мая, после вмешательства Хеймана, Леснар победил Трипл Эйча, положив конец их вражде. Леснар вернулся на эпизоде Raw 17 июня, атаковав ещё одного клиента Хеймана — Си Эм Панка. Несмотря на обвинения со стороны Панка, Хейман заявил, что не стоит за нападением Леснара на него. В июле Хейман ополчился на Панка и заявил, что Панк не сможет победить Леснара, в результате чего Леснар вернулся и напал на Панка на эпизоде Raw 15 июля. На следующей неделе на Raw Панк вызвал Леснара на матч на SummerSlam 18 августа, где Леснар победил Панка в матче без дисквалификации.
В эпизоде Raw от 30 декабря Леснар вернулся вместе с Хейманом, чтобы бросить вызов победителю предстоящего матча за звание чемпиона мира WWE в тяжёлом весе между Рэнди Ортоном и Джоном Синой на Royal Rumble. Затем Леснар осмелился бросить вызов любому рестлеру, который не одобряет эту идею, на что ответил Марк Генри. Завязавшаяся драка закончилась тем, что Леснар провёл Генри F-5. На следующей неделе на шоу Raw Генри снова бросил вызов Леснару, но Леснар сюжетно вывихнул ему локоть, что побудило Биг Шоу выступить против Леснара, положив начало вражде, которая завершилась на Royal Rumble 26 января 2014 года, где Леснар победил Биг Шоу, атаковав его стальным стулом перед началом матча. На выпуске Raw от 24 февраля Хейман заявил, что Леснар просил матч за звание чемпиона мира WWE в тяжёлом весе на WrestleMania XXX, но получил открытый контракт на бой с любым другим по его выбору. Затем вернулся Гробовщик и сломал Леснаром стол, назначив их матч на WrestleMania XXX. На WrestleMania 6 апреля Леснар победил Гробовщика после выполнения трёх F-5, завершив его победную серию на WrestleMania (21 победа и 1 поражение), что было описано Sports Illustrated как «самый шокирующий результат со времён „Монреальской подставы“».

#### Чемпион мира WWE в тяжёлом весе (2014—2015)

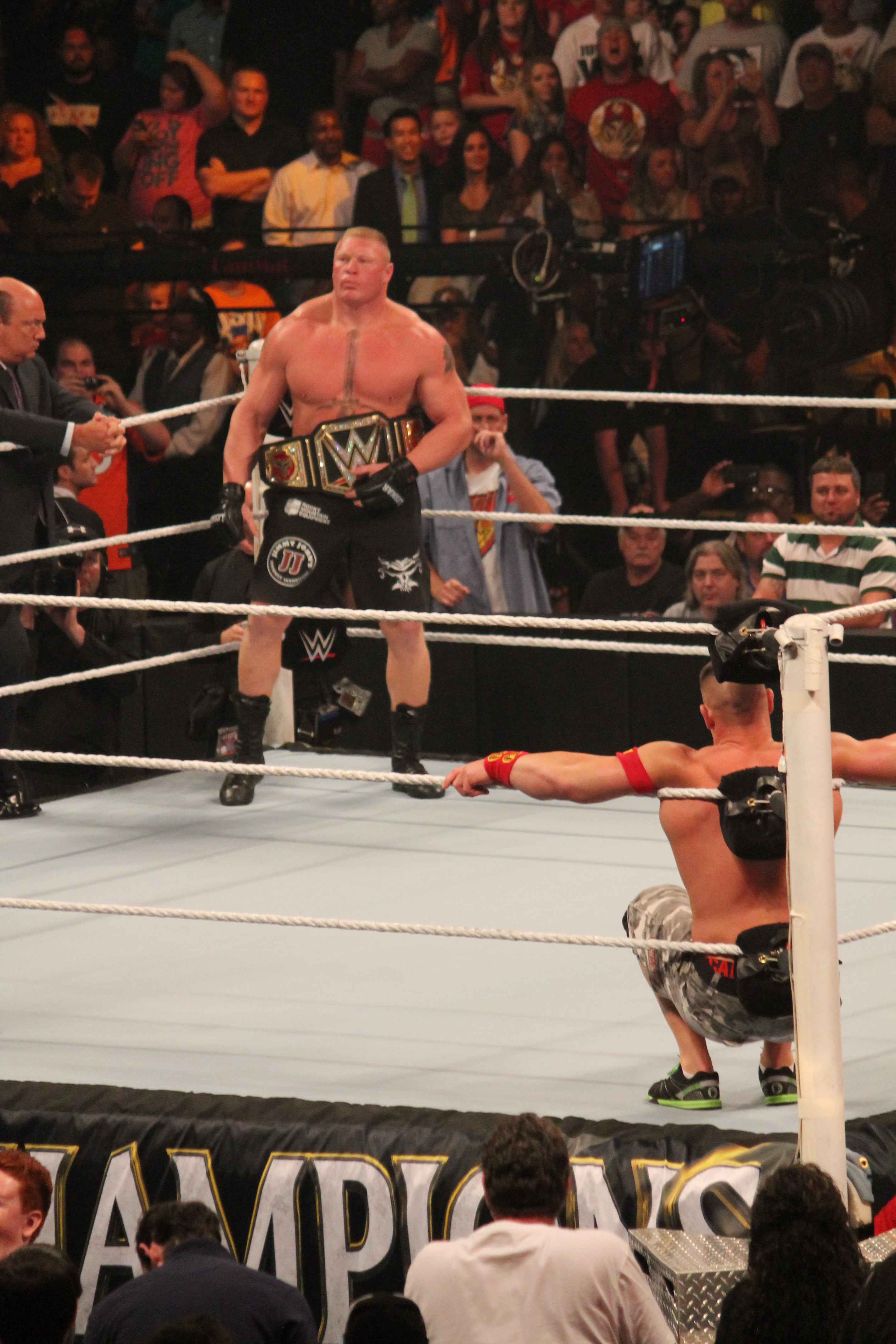
Леснар с титулом чемпиона мира WWE в тяжёлом весе против Джона Сины на Night of Champions, сентябрь 2014

На SummerSlam 17 августа Леснар победил Джона Сину и завоевал титул чемпиона мира WWE в тяжёлом весе; во время матча он провёл шестнадцать «суплексов» (большинство из которых были «немецкими суплексами») и два F-5 Сине, который почти не успел ничего сделать в матче. В матче-реванше на Night of Champions 21 сентября Леснар был дисквалифицирован из-за вмешательства Сета Роллинса, но сохранил своё чемпионство. Позже в том же году Роллинс воссоединился с «Властью» и был добавлен в чемпионский матч Леснара и Сины на Royal Rumble 25 января 2015 года, превратив его в матч тройной угрозы, который Леснар выиграл, несмотря на то, что (сюжетно) сломал ребро во время матча.
Следующим соперником Леснара стал Роман Рейнс, который выиграл матч «Королевская битва» 2015 года и получил право на титульный матч на WrestleMania 31 29 марта. Во время главного поединка против Рейнса Леснар нанёс несколько «суплексов» и воскликнул: «Суплекс-Сити, сука!», после чего «Суплекс-Сити» стал одной из его фирменных фраз и мотивом для мерчендайза. После того, как Леснар и Рейнс провели несколько ложных концовок, Сет Роллинс успешно реализовал кейс Money in the Bank во время матча удержав Рейнса и завоевав титул. На следующий вечер на Raw Леснар попытался воспользоваться своим положением о реванше и впоследствии напал на комментаторов Букера Ти, Джона «Брэдшоу» Лэйфилда и Майкла Коула, а также на оператора после того, как Роллинс отказался от реванша, что привело к тому, что Стефани Макмэн сюжетно отстранила Леснара на неопределённый срок.

#### Суплекс-Сити (2015—2017)
На следующий вечер в эфире Raw Гробовщик объяснил, что напал на Леснара не за то, что тот прервал его стрик на WrestleMania, а за то, что Леснар позволил Хейману постоянно вспоминать этот момент, в результате чего между Леснаром и Гробовщиком произошла драка на арене и матч-реванш был назначен на SummerSlam 23 августа, где Гробовщик спорным образом победил Леснара. Хронометрист дал сигнал, что матч окончен, так как Гробовщик якобы сдался от захвата «Кимура» Леснара, хотя рефери не видел знака о том, что Гробовщик сдался. В возникшей неразберихе Гробовщик применил захват «Адские врата», после чего Леснар потерял сознание. На следующий вечер на шоу Raw Леснар и Хейман вызвали Гробовщика на немедленный матч-реванш, но столкнулись с Бо Далласом (который насмехался над Леснаром по поводу его поражения); Леснар ответил пятью немецкими суплексами и F-5. 25 октября на шоу Hell in a Cell Леснар победил Гробовщика после удара в пах и F-5 на открытый пол ринга, положив конец их вражде. Позднее этот матч был признан «Матчем года» на церемонии вручения премии Slammy Awards 2015 года.
В эпизоде Raw от 11 января 2016 года Леснар вернулся, атаковал «Новый день», «Лигу наций» (Шимус, Король Барретт, Русев и Альберто Дель Рио) и Кевина Оуэнса, а затем провёл F-5 Роману Рейнсу. На следующей неделе на шоу Raw он устроил драку с Рейнсом, пока на них не напала «Семья Уайатта». На Royal Rumble 24 января Леснар был 23-м участником «Королевской битвы», выбросил Джека Сваггера и «Семью Уайатта», за вычетом Брэя Уайатта, после чего был выброшен членами «Семьи Уайатта», которых он выбросил ранее. Позже он победил Уайатта и Люка Харпера на шоу Road Block.

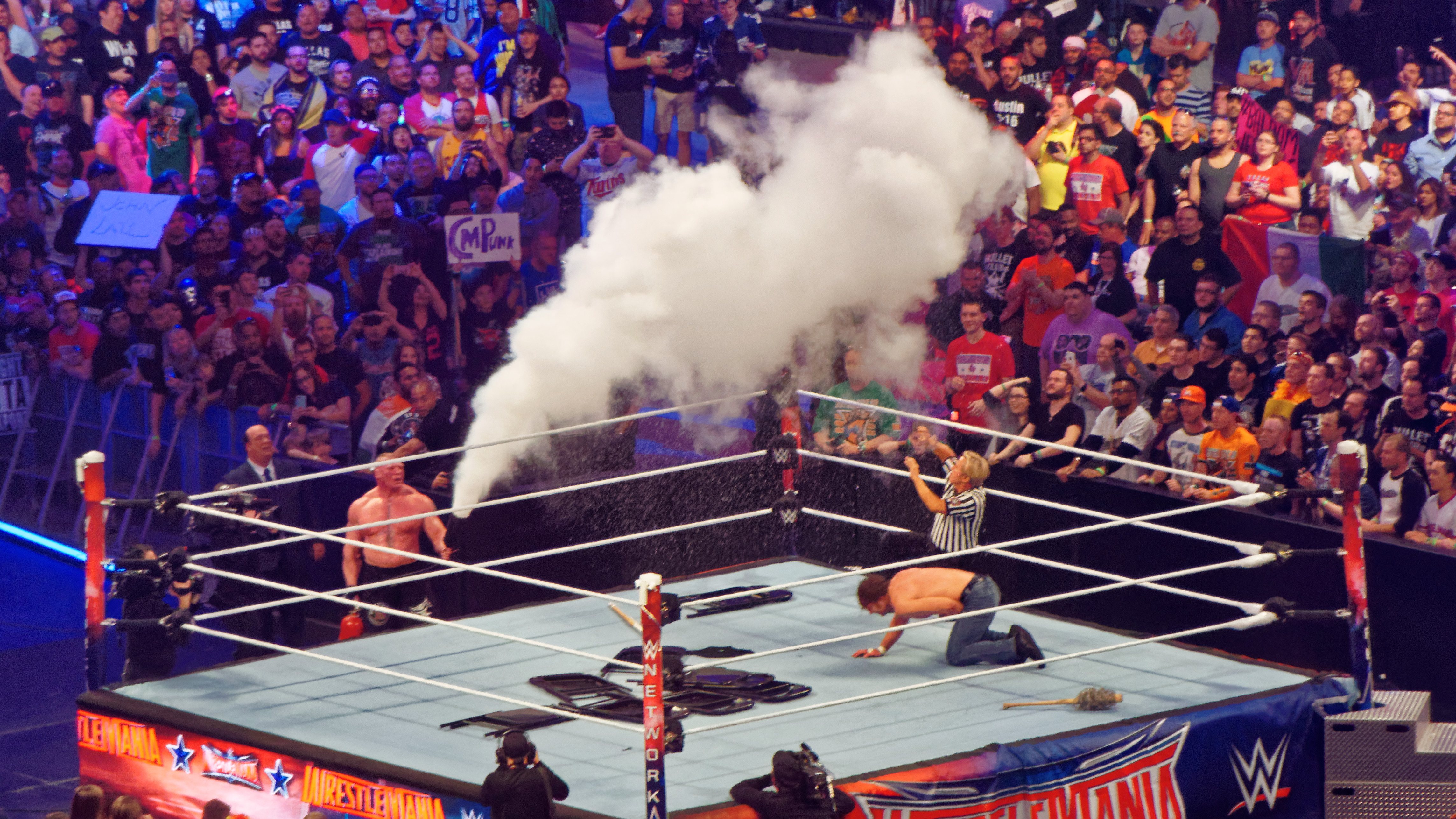
Леснар и Дин Эмброуз во время матча на WrestleMania 32

В выпуске Raw 25 января Стефани Макмэн назначила на Fastlane матч «Тройная угроза» между Леснаром, Романом Рейнсом и Дином Эмброузом, чтобы определить, кто из них будет бороться с Трипл Эйчем за звание чемпиона мира WWE в тяжелом весе на WrestleMania 32. В последующие недели Леснар постоянно провоцировал Эмброуза, а Рейнз спасал его от последующих атак Леснара. На шоу Fastlane 21 февраля Леснар доминировал большую часть матча, пока Эмброуз и Рейнс не сломали им два стола комменаторов; он проиграл матч после того, как Рейнс удержал Эмброуза. Из-за этого Леснар напал на Эмброуза на парковке, когда тот подъезжал к арене. Позже Эмброуз вернулся, угнав машину скорой помощи, и вызвал Леснара на уличную драку без правил на WrestleMania 32 3 апреля, в котором Леснар победил Эмброуза после F-5 на стулья.
В эпизоде SmackDown от 7 июля Леснар был показан как соперник для вернувшегося после травмы Рэнди Ортона на SummerSlam 2016. Два дня спустя, 9 июля, WWE разрешили Леснару провести разовый бой на UFC 200. Леснар провалил два своих теста на допинг перед этим боем, но не был отстранен в WWE, потому что он не является постоянным исполнителем. 19 июля на драфте WWE 2016 года Леснар был выбран под 5-м номером на Raw. В сообщениях утверждалось, что он был бы выбран под номером 1, если бы он не провалил свои тесты на допинг в UFC. Ортон был выбран SmackDown, что сделало их поединок межбрендовым. Вместе с Хейманом Леснар вернулся на Raw 1 августа (это было его первое появление в WWE после WrestleMania 32), во время выступления Леснара появился Ортон и атаковал Леснара проведя ему RKO. Затем Леснар напал на Ортона во время его матча следующим вечером на SmackDown Live, проведя ему F-5. На SummerSlam 21 августа Леснар победил Ортона техническим нокаутом, после того, как нанес рассечение Ортону, из-за чего Ортон не смог продолжить бой. В то время как Ортону оказывалась помощь, Леснар провел F-5 генеральному менеджеру SmackDown Шейну Макмэну. После поединка за кулисами произошла вне сюжетная потасовка между Леснаром и Джерико. Концовка поединка заставила многих людей поверить, что Леснар вышел за рамки сценария из-за сильного рассечения головы Ортона, позднее Винс Макмэн подтвердил, что концовка была запланирована. Позже Леснар был сюжетно оштрафован на 500 долларов за F-5 на Шейне Макмэне. 24 сентября на домашнем шоу в Чикаго, штат Иллинойс, Леснар победил Ортона в матче-реванше без дисквалификации, который был объявлен как «матч смерти в Суплекс Сити».
В эпизоде Raw от 10 октября Хейман от имени Леснара вызвал Голдберга на бой после того, как Леснар и Голдберг враждовали в течение нескольких месяцев через социальные сети и во время рекламы видеоигры WWE 2K17, в которой Леснар был звездой обложки, а Голдберг — бонусом за предварительный заказ. Хейман заявил, что Голдберг был единственным пятном в карьере Леснара в WWE, поскольку Голдберг победил Леснара на WrestleMania XX в 2004 году. В эпизоде Raw от 17 октября, Голдберг вернулся в WWE после двенадцатилетнего отсутствия и принял вызов Леснара на поединок, который позже был запланирован на Survivor Series 2016. На финальном Raw перед Survivor Series Леснар и Голдберг впервые за двенадцать лет встретились лицом к лицу, что привело к потасовке с охраной после того, как Хейман оскорбил семью Голдберга. 20 ноября на Survivor Series Леснар проиграл Голдбергу за 1 минуту и 26 секунд, что стало первым за три года поражением Леснара. Следующим вечером на Raw, Голдберг объявил себя первым участником матча королевская битва на Royal Rumble 2017. На следующей неделе на Raw Хейман выступил перед участниками матча Survivor Series, заявив, что они недооценили Голдберга и что этот матч был унижением и позором для Леснара, который также будет участвовать в королевской битве, поскольку ему есть что доказывать. Леснар появился в эпизоде Raw от 16 января, атаковав других участников королевской битвы: Сэми Зейна, Сета Роллинса и Романа Рейнса. 23 января на Raw Леснар встретился лицом к лицу с Голдбергом и Гробовщиком. На Royal Rumble 29 января Леснар вышел под 26-м номером в королевской битве и устранил Энцо Аморе, Дина Эмброуза и Дольфа Зигглера после чего столкнулся с Голдбергом, который вышел на ринг под 28-м номером и быстро устранил Леснара проведя ему гарпун.

#### Рекордный рейн как чемпион Вселенной WWE (2017—2018)
Следующим вечером на Raw Леснар вызвал Голдберга на финальный поединок на WrestleMania 33. В эпизоде Raw от 6 февраля Голдберг принял вызов Леснара и был назван претендентом номер один на титул чемпиона вселенной WWE которым владел Кевин Оуэнса. Вскоре Голдберг выиграл титул 5 марта на Fastlane, таким образом, его поединок с Леснаром превратился в титульный поединок. На WrestleMania 33 2 апреля Леснар победил Голдберга и выиграл свой пятый титул чемпиона мира в WWE, став первым рестлером, выигравшим как титул чемпиона WWE, так и чемпионство вселенной WWE. Леснар также стал вторым человеком, который сумел прервать удержание после коронного приема Голдберга «Jackhammer». Поражение стало первым поражением Голдберга за время выступления в WWE. После нескольких недель Леснар провел первую защиту титула на шоу Great Balls of Fire 9 июля 2017 года, где он успешно справился с Самоа Джо.

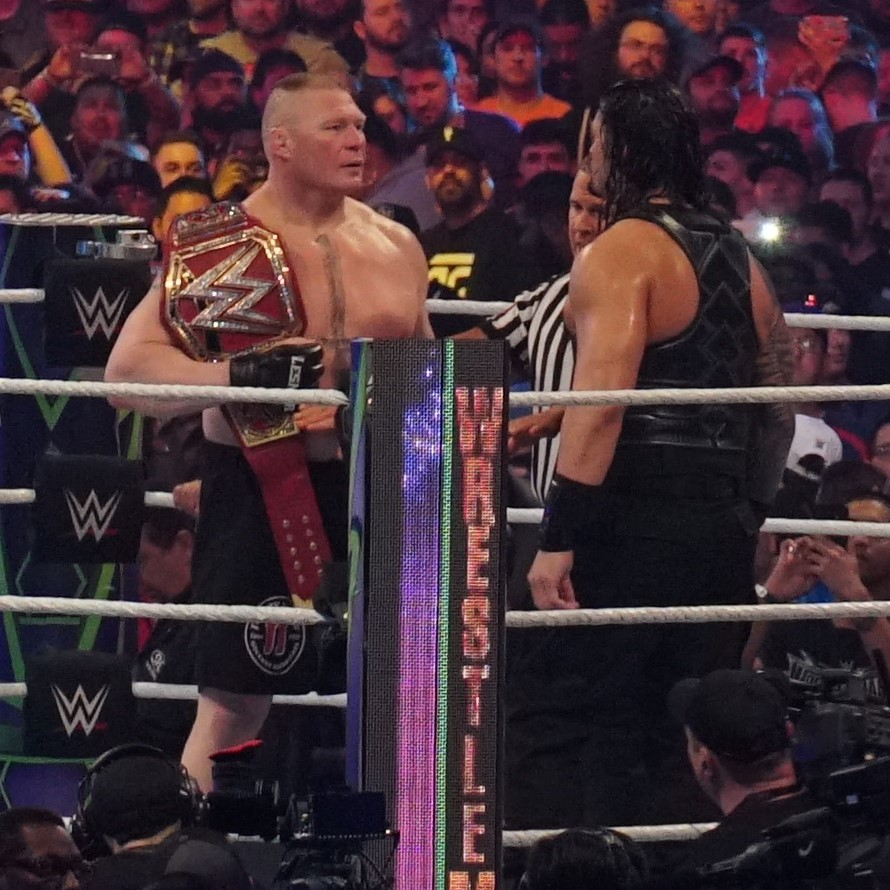
Брок Леснар и Роман Рейнс на WrestleMania 34

В эпизоде Raw от 31 июля было объявлено, что Леснар будет защищать свой титул в четырехстороннем поединке на SummerSlam 2017 против Самоа Джо, Романа Рейнса и Брона Строумэна. Леснар и Хейман заявили, что оба покинут WWE, если Леснар проиграет титул в матче. На SummerSlam 20 августа Леснар сохранил титул удержав Рейнса в конце матча. Следующим вечером на Raw Леснар подвергся нападению Строумэна. Последующий титульный матч между Леснаром и Строумэном на No Mercy 24 сентября выиграл Леснар. Затем Леснар победил чемпиона WWE Эй Джея Стайлза в межбрендовом поединке «Чемпион против чемпиона» без титулов на кону на Survivor Series 19 ноября. Его следующая защита титула была запланирована на Royal Rumble 28 января 2018 года, где он успешно защитил титул в матче тройной угрозы против Строумэна и Кейна. Затем Леснар возобновил свою вражду с Романом Рейнсом, который выиграл право на титульный поединок на Elimination Chamber 25 февраля и стал претендентом номер один на титул Леснара на WrestleMania 34. На WrestleMania 34 8 апреля Леснар победил Рейнса, сохранив титул чемпиона вселенной. 9 апреля Леснар переподписал контракт с WWE. На шоу The Greatest Royal Rumble 27 апреля Леснар снова победил Рейнса в стальной клетке, когда Рейнс провел гарпун Леснару, проломив клетку, таким образом Леснар первым покинул клетку и победил в матче.
После шоу The Greatest Royal Rumble Леснар отсутствовал на телевидении WWE почти три месяца. 15 июля на Extreme Rules генеральный менеджер Raw Курт Энгл пригрозил лишить Леснара титула чемпиона вселенной, если он не появится на Raw следующим вечером. Следующим вечером на Raw Хейман согласился с тем, что Леснар будет защищать свой титул на SummerSlam 2018; тем же вечером Рейнс вновь стал претендентом номер один на титул Леснара. В эпизоде Raw от 30 июля Леснар находился на арене, но отказался выходить на ринг. Энгл пригрозил уволить Хеймана, если ему не удастся убедить Леснара выйти на ринг. На протяжении всего эфира попытки Хеймана были безуспешными. В конце шоу, после того как Энгл сюжетно уволил Леснара, Леснар напал на Энгла и пригрозил Хейману. Две недели спустя выяснилось, что разногласия между Леснаром и Хейманом были всего лишь уловкой, когда Леснар вернулся в эпизоде Raw 13 августа атаковав Рейнса. На SummerSlam 2018 19 августа Строумэн вышел во время поединка Леснара и Рейнса, с целью реализовать свой кейс Money In The Bank, который дает право на титульный поединок, однако Строумэн решил использовать кейс на победителе матча, оставшись наблюдать за поединком около ринга. По ходу матча Леснар атаковал Строумэна, позволив Рейнсу воспользоваться растерянностью Леснара и выиграть чемпионство вселенной WWE, положив конец титульному рейну Леснара в 504 дня. По состоянию на 2018 год, рейн Леснара стал самым продолжительным титульным рейном в WWE с 1988 года.

#### Противостояние с Рейнсом и Роллинсом (2018—2020)
Леснар вернулся на шоу Hell in a Cell 16 сентября, прервав матч «ад в клетке» между чемпионом вселенной WWE Романом Рейнсом и Брауном Строумэном, выбив дверь клетки и атаковав обоих рестлеров. Из-за атаки Леснара Строумэн лишился своего кейса Money in the Bank. Следующим вечером на Raw исполняющий обязанности генерального менеджера Барон Корбин назначил Рейнсу поединок на защиту титула чемпиона вселенной в матче с тройной угрозой против Леснара и Строумэна на Crown Jewel в Саудовской Аравии 2 ноября. После того, как Рейнс отказался от титула из-за рецидива лейкемии, матч был изменен на одиночный матч между Леснаром и Строумэном за вакантный титул. На Crown Jewel Леснар победил Строумэна за три минуты, став первым двукратным чемпионом Вселенной, благодаря предматчевой атаке Корбина.
После победы Леснар должен был встретиться с чемпионом WWE Эй Джей Стайлзом на Survivor Series 2018 в матче чемпион против чемпиона без титулов на кону. Однако за пять дней до шоу Стайлз проиграл чемпионство WWE Дэниелу Брайану на SmackDown. На Survivor Series 18 ноября Леснар победил Брайяна. Затем Леснар успешно защитил свой титул против Финна Балора на Royal Rumble 27 января 2019 года. Следующим вечером на Raw Леснар атаковал победителя матча Королевская битва 2019 года Сета Роллинса, проведя ему шесть F-5. Благодаря своей победе Роллинс заработал титульный поединок против Леснара на WrestleMania 35. На WrestleMania 35 7 апреля Леснар атаковал Роллинса перед их матчем. Затем Роллинс атаковал Леснара ударом ниже пояса, пока рефери не следил за матчем, и удержал Леснара, положив конец его второму титульному рейну в качестве чемпиона вселенной в 156 дней.
На Money in the Bank 19 мая 2019 года Леснар неожиданно вернулся в самом конце матча за кейс Money in the Bank. Леснар атаковал Мустафу Али, который был на вершине лестницы, и снял кейс Money in the Bank, получив право на титульный поединок в любое время. Позднее Леснар превратил свой кейс в подобие бумбокса. Первая попытка реализации кейса прошла неудачно, Роллинс отбил атаку Леснара на Super ShowDown 7 июня. Однако на Extreme Rules 14 июля сразу после того, как Роллинс и чемпионка Raw среди женщин Бекки Линч сохранили свои титулы против Барона Корбина и Лейси Эванс в смешанном командном матче Extreme Rules, Леснар атаковал Роллинса и успешно реализовал кейс, став чемпионом вселенной WWE. На SummerSlam 2019 11 августа Леснар проиграл титул обратно Роллинсу, закончив свой третий титульный рейн в 28 дней.
Леснар и Хейман вернулись в эпизоде SmackDown от 17 сентября, чтобы бросить вызов Кофи Кингстону за титул чемпиона WWE. На 20-й годовщине SmackDown 4 октября Леснар быстро победил Кингстона примерно за восемь секунд, выиграв свой пятый титул чемпиона WWE; это был первый матч Леснара на SmackDown за 15 лет. После победы Леснар подвергся нападению бывшего противника по UFC Кейна Веласкеса, что стало его дебютом в WWE. Затем Леснар должен был защищать титул чемпиона WWE против Веласкеса на Crown Jewel 31 октября. Во время драфта 2019 года Леснар был выбран на бренд SmackDown. На шоу Crown Jewel 2019 Леснар победил Веласкеса менее чем за пять минут с помощью приема Kimura Lock. После поединка Рей Мистерио атаковал Леснара стулом. В эпизоде SmackDown от 1 ноября Леснар и Хейман покинули бренд, чтобы пойти за Мистерио, который был переведен на Raw, таким образом перейдя на Raw с титулом чемпиона WWE. Это привело к тому, что Мистерио бросил вызов Леснару на поединок за титул чемпиона WWE на Survivor Series 24 ноября, который был официально объявлен матчем No Holds Barred, где Леснар победил, несмотря на попытку сына Мистерио Доминика помочь во время матча.
Леснар вернулся 6 января 2020 года в эпизоде Raw, чтобы заявить, что в WWE нет достойных претендентов на его пояс, поэтому вместо защиты титула он примет участие в матче Королевская битва на Royal Rumble 2020 в качестве участника номер один. На Royal Rumble 26 января Леснар выбил первых тринадцать участников матча подряд, сравнявшись с рекордом по количеству элиминированных в матче Королевская битва, после чего Леснар был выбит из матча Дрю Макинтайром, который стал победителем в матче. После сохранения чемпионства против Рикошета на Super ShowDown 27 февраля, Леснар в конечном итоге проиграл титул чемпиона WWE Макинтайру в их матче на WrestleMania 36, прошедший без зрителей из-за эпидемии Covid-19. Это было его последнее появление до 2021 года — позже несколько источников сообщили, что у Леснара истек контракт с WWE после матча.

### Второе возвращение в WWE

#### Вражда с Романом Рейнсом (2021—2022)
Леснар вернулся в качестве фейса на SummerSlam 2021 в образе фермера и столкнулся с чемпионом вселенной Романом Рейнсом, после того как Рейнс победил Джона Сину в матче за титул. Во время драфта WWE 2021 года было объявлено, что Леснар стал свободным агентом, что позволяет ему появляться на любом бренде. Рейнс и Леснар провели матч между собой на Crown Jewel 2020 21 октября за титул чемпиона вселенной, где Леснар проиграл из-за вмешательства братьев Усо. В следующем выпуске SmackDown Леснар начал драку с Рейнсом в раздевалке, что привело к бессрочному отстранению Леснара от участия в эфирах WWE Адамом Пирсом. В выпуске SmackDown от 26 ноября было объявлено, что его отстранение снято. В выпуске SmackDown от 3 декабря было объявлено, что Леснар снова встретится с Рейнсом в матче за титул на Raw 1 января. Матч был отменен после того, как Рейнс заразился COVID-19, и вместо этого Леснар был добавлен в матч за титул чемпиона WWE на тоже Raw. 1 января 2022 года Леснар выиграл свой шестой титул чемпиона WWE, победив Бобби Лэшли, Кевина Оуэнса, Сета Роллинса и действующего чемпиона Биг И, которого он удержал для победы. В следующем выпуске Raw Леснар воссоединился со своим адвокатом Полом Хейманом. 

Брок Леснар на WrestleMania 38

На Royal Rumble 2022 29 января Леснар проиграл титул чемпиона WWE Бобби Лэшли из-за вмешательства Рейнса и предательства Хеймана (который перешел на сторону Рейнса), закончив свой шестой титульный рейн в 29 дней. Во время мужской «Королевской битвы» 2022 года Брок Леснар вошёл в матч под номером 30, элиминировал Рэнди Ортона, Риддла, Бэд Банни, Шэйна Макмэна и Дрю Макинтайра и выиграл вторую «Королевскую битву» в своей карьере. Благодаря этому Леснар получил право на матч за чемпионство WWE на WrestleMania 38, однако уже на следующем премиум-шоу Elimination Chamber (2022) Леснар одержал победу в матче в Клетке на выбывание, вернув себе чемпионство WWE. На последующем SmackDown было подтверждено, что матч Леснара и Рейнса состоится, было заявлено, что в матче на кону будут оба мировых титула, и победитель заберёт оба. На шоу WrestleMania 38 объединительный матч состоялся, и победу в нём одержал Роман Рейнс став бесспорным чемпионом WWE. Брок Леснар после этого покинул программы WWE. Очередное возвращение Леснара состоялось на Smackdown 17 июня. Леснар вышел в конце шоу, атаковав Романа Рейнса, который перед этим защитил неоспоримое чемпионство Вселенной WWE от Риддла. А затем было объявлено, что на SummerSlam 2022 состоится матч-реванш Леснара против Рейнса. Их матч состоялся по правилам «Последний стоящий на ногах», и пользуясь отсутствием дисквалификаций, Леснар использовал в матче трактор с большим подъёмным ковшом. С помощью трактора Леснар пытался сломать ринг, Леснар также отбил попытку Тиори реализовать кейс Money in the bank, но в итоге проиграл после того, как Рейнс и Усо завалили его различным оборудованием у ринга.

#### Противостояние с Бобби Лэшли (2022—2023)
10 октября Брок Леснар вернулся на Raw после двухмесячного отсутствия и напал на Бобби Лэшли, который ранее включил Леснара в список тех, кого он ранее одолел. После этого существенно побитый Лэшли проиграл титул чемпиона США Сету Роллинсу. Позже Лэшли предложил Леснару разобраться лицом к лицу, и на следующем Raw 17 октября Лэшли избил Леснара. На RAW 31 октября рестлеры должны были провести параллельное интервью в режиме «сплит-скрина», однако Леснар на шоу не явился, а вышел в зал, чтобы разобраться с Лэшли. Рестлеры подрались, их пришлось растаскивать остальным рестлерам и закулисным сотрудникам, включая креативного директора WWE Трипл Эйча. На шоу Crown Jewel 2022 Леснар победил Лэшли по сворачиванию.
Следующее появление Леснара произошло на Raw XXX 23 января 2023 года, где он помог Лэшли проиграть матч за чемпионство США. На Royal Rumble 2023 Леснар вышел на матч «Королевской битвы» под номером 12, выбив Чада Гейбла, Сантоса Эскобара и Анджело Докинза, после чего был выбит из матча Лэшли. На Elimination Chamber 18 февраля Леснар проиграл Лэшли по дисквалификации после того, как он ударил Лэшли ударом ниже пояса и атаковал как рефери, так и Лэшли, положив конец их вражде.
В эпизоде Raw от 20 февраля Омос бросил вызов Леснару на матч на WrestleMania 39. На WrestleMania 39 Леснар победил Омоса.
3 апреля 2023 года в эпизоде Raw, на следующий день после 2-й ночи WrestleMania 39, Трипл Эйч представил неоспоримого чемпиона вселенной WWE Романа Рейнса в сопровождении Пола Хеймана и Соло Сикоа. Коди Роудс прервал их и бросил вызов Рейнсу на матч-реванш, после своего поражения Рейнсу на WrestleMania 39. Но Рейнс отказался. Затем Роудс вызвал Рейнса и Сикоа на командный матч позже той же ночью, и Рейнс согласился при условии, что партнером Роудса будет кто-то, кто выступал на WrestleMania 39, но также партнер Роудса не может бросить вызов Рейнсу за его титул, пока Рейнс будет чемпионом. Неожиданно к Роудсу вышел Леснар, который поддержал его. Однако командный матч не состоялся, Леснар внезапно напал на Роудса до начала матча, таким образом впервые с 2020 года став хилом. Позже сообщалось, что Леснар был зол на Роудса из-за своего положения на WrestleMania 39, поскольку его матч открывал вторую ночь, а не был в слоте главного события. Роудс отреагировал на нападение на следующей неделе и вызвал Леснара на матч на Backlash. В эпизоде 17 апреля Роудс выглядел готовым к бою, несмотря на то, что не был допущен к поединку по медицинским показаниям. Чтобы удержать Роудса от боя с Леснаром в ту ночь, Адам Пирс сделал матч для Backlash неофициальным, однако Роудс вышел на поединок. Леснар проиграл Роудсу на Backlash, победил Роудса на Night of Champions болевым приемом, и снова проиграл Роудсу после трех CrossRhodes подряд в решающей битве на SummerSlam 2023, положив конец их вражде. После финального матча Леснар обнял Роудса и пожал ему руку.

### Скандал с Винсом Макмэном (2023—2024)
Согласно нескольким сообщениям, Леснар должен был вернуться в WWE на мероприятии Royal Rumble 2024 года в качестве участника матча королевской битвы. По планам Леснар должен был быть устранен из матча Домиником Мистерио, что привело бы к их вражде. Однако за несколько дней до Royal Rumble Джанель Грант, бывшая сотрудница штаб-квартиры WWE в период с 2019 по 2022 год подала иск. Грант утверждала, что глава WWE Винс Макмэн принудил ее к сексуальным отношениям и вместе с соруководителем WWE Джоном Лауринайтисом и неназванным рестлером WWE, «который также был бывшим бойцом UFC», сексуально торговали ею и неоднократно подвергали ее сексуальному насилию в 2020 и 2021 годах. Неназванный рестлер позже был идентифицирован The Wall Street Journal как Брок Леснар. В результате судебного процесса Леснар был отстранен от выступлений в WWE. В феврале Леснар был удален из видеоигры WWE SuperCard. Леснар также был удален с обложки издания WWE 2K24. Леснар также был удален из вступительного видеоролика WWE, где его заменил Эл Эй Найт.

### Третье возвращение в WWE (2025)
Брок Леснар вернулся на SummerSlam (2025) атаковав Джона Сину после его поединка с Коди Роудсом за титул чемпиона WWE.

## Стиль выступлений и гиммик
С момента дебюта Леснара изображали как мощного атлета. Его часто называли «Воплощением Зверя» или просто «Зверь» (Beast). Его излюбленным завершающим приемом на протяжении всей карьеры был фейсбастер, известный как F-5. После своего возвращения в 2012 году Леснар начал использовать часть приемов из ММА, выступая в перчатках ММА во время своих матчей и используя захват Кимуры. Леснар также известен тем, что выполняет несколько суплексов (немецких суплексов) на своих противниках. Сам Леснар назвал свою серию приемов «Суплекс-Сити», во время матча против Романа Рейнса на WrestleMania 31. Менеджером Леснара на протяжении большей части его карьеры в WWE был Пол Хейман.
Во второй половине 2010-х годов Леснар начал получать все больше критики за свой характер и выступления. Многие журналисты считали, что его матчи «стали шаблонными». Также его в основном критиковали из-за отсутствия на телевидении во время его пребывания в качестве чемпиона вселенной WWE. Короткая продолжительность его матчей также подверглась критике со стороны журналистов и фанатов. Бывший чемпион WWE Боб Бэклунд раскритиковал тот факт, что Леснар использовал в основном суплексы во время своих матчей, заявив, что «делание одного и того же снова и снова надоедает».

## Карьера в американском футболе

### Национальная футбольная лига (2004—2005)
В марте 2004 года после матча на WrestleMania XX Леснар покинул WWE, чтобы начать карьеру в Национальной футбольной лиге, несмотря на то, что не играл в американский футбол со школы. Он выполнил 36-метровый забег за 4 секунды, выжал от груди 215, присел 315 и вытянул 326 килограмм при собственном весе 122 килограмма, что соответствует показателям элитных игроков НФЛ. Объём его бицепсов в тот момент был 53, а объём грудной клетки 142 сантиметра. 7 апреля Леснар, будучи за рулём мотоцикла, врезался в микроавтобус, и в результате аварии у него была сломана челюсть и левая рука, ушиблен таз и потянут пах. В предсезонное время Брок был участником команды «Миннесота Вайкингс», где часто способствовал созданию ссор между ним и игроками соперничающих команд. В одной из предсезонных тренировочных игр Леснар слишком жёстко атаковал квотербека «Канзас-Сити Чифс» Дэймона Хуарда, а затем и раннингбэка Джонатана Смита. Центр «Чифс» Джонатан Ингрэм оттолкнул Леснара, на что Брок отреагировал агрессивно, напал на него, что привело к драке между игроками обеих команд. Леснар не участвовал в предсезонных играх вплоть до последнего матча. В игре против Сан-Франциско его выпустили на несколько розыгрышей в конце матча, и Леснар успел отметиться результативным действием (тэкл). Броку не удалось пройти отбор в основной состав на сезоне, он был отчислен «Викингами» 30 августа, став последним таким отчисленным игроком «Вайкингс». Через день ему предложили место в тренировочном составе команды на сезон, но Леснар отказался. Также он отказался от приглашения играть в Национальной футбольной лиге США в Европе (NFL Europa), потому что понял, что американский футбол ему не подходит, и к тому же он не хотел быть далеко от семьи.

## Карьера в смешанных боевых искусствах

### Начало карьеры (2006—2007)
После прошедшего в Лас-Вегасе в апреле 2006 года турнира K-1 HERO’s Брок Леснар появился на ринге и заявил о своём желании стать частью этой организации. Он тренировался в Академии боевых искусств Миннесоты под руководством Грега Нельсона и ассистента тренера Университета Миннесоты по вольной борьбе Марти Моргана. В августе того же года Брок подписал договор с организацией К-1. Его первый официальный бой по смешанным боевым искусствам был назначен на июнь 2007 года в соревновании K-1 Dynamite!! USA против южнокорейца Чхве Хон Мана. За десять дней до начала боя Спортивная комиссия Калифорнии отказала в праве на бой Чхве Хон Ману по причине лёгкой опухоли его слизистой железы. Чхве был заменён на другого южнокорейца Ким Мин Су, который сдался в момент нанесения Леснаром ударов в 1-м раунде.

### Ultimate Fighting Championship (2008—2011)
Во время UFC:77 было объявлено о соглашении Брока Леснара на проведение боёв в UFC. Дебют Леснара в UFC произошёл 2 февраля 2008 года во время проведения очередного эвента UFC под названием UFC 81:BreakingPoint против бывшего чемпиона UFC в тяжёлом весе Фрэнка Мира. В самом начале боя Леснар опрокинул Мира и, заняв доминирующую позицию, принялся наносить удары, на 26-й секунде первого раунда рефери Стив Маззагатти остановил бой и отнял у Леснара один балл за запрещённый удар в затылок, бойцов подняли в стойку и бой продолжился, Леснар вновь легко опрокинул Мира и стал наносить удары, Мир удачно защищался и Леснар поднялся в стойку, тем самым поставив себя в уязвимую позицию, чем сразу же воспользовался Мир, проведя болевой на ногу и заставив сдаться Леснара в первом раунде. Брок был в боевых перчатках размера 4XL, став вторым в истории бойцом, использовавшим этот размер, после Хонг Ман Чоя.
На чемпионате 82 стало известно, что бывший чемпион в тяжёлом весе и участник зала почёта Марк Коулман будет следующим соперником Леснара на чемпионате 87. Коулмену пришлось отказаться от боя из-за травмы, которую получил на тренировке, и он был заменён на Хита Херринга. Брок выиграл с большой разницей по единогласному решению судей, закончив все три раунда.
В ноябре 2008 года Леснар провёл схватку на тот момент с чемпионом в тяжёлом весе и участником зала почёта Рэнди Кутюром. Брок отобрал у чемпиона титул техническим нокаутом во втором раунде. Претендентом на пояс являлся Фрэнк Мир, уже встречавшийся с Броком, и в прошлый раз его победивший, но на юбилейном 100-м по счёту чемпионате Леснар успешно защитил свой титул.
3 июля 2010 года Брок вновь успешно защитил титул, проведя болевой приём против Шейна Карвина, до этого не потерпевшего в UFC ни одного поражения и вышедшего на бой с послужным списком в UFC 12-0 (побед-поражений; у Брока перед боем список был всего лишь 4-1).
23 октября 2010 года Брок вышел против Кейна Веласкеса. Перед боем Леснар был фаворитом, но Веласкес доказал, что заслуживает уважение. Бой начался с напора Леснара, но вскоре Веласкес остановил его. Правда, через несколько секунд Брок перевёл бой в партер. Однако Кейн быстро выбрался из тейкдауна и бойцы стали клинчевать. Кейн совершил прыжок, что-то из области «кунг-фу», и выбрался из клинча, после чего повалил Брока и начал избивать. Он минуту наносил удары по нему, пока Брок не перестал защищаться, и рефери остановил бой. Брок Леснар потерял титул чемпиона UFC.
30 декабря 2011 года Брок Леснар встретился с Алистаром Оверимом в рамках турнира UFC 141 и потерпел поражение техническим нокаутом. Рефери остановил бой после мощнейших ударов Оверима по корпусу. В интервью после боя Леснар объявил об уходе из ММА.
25 марта 2015 года Брок Леснар признался ресурсу ESPN, что уже несколько месяцев серьёзно готовился к возвращению в ММА, но несколько ключевых факторов заставили его сосредоточиться на WWE. Леснар также упомянул, что теперь его наследие в UFC закончено.

### Возвращение в UFC (2016)
Хотя в марте 2015 года Леснар сказал, что «закрыл дверь в ММА», 4 июня 2016 года UFC объявили, что он вернётся на UFC 200. WWE подтвердила, что предоставила Леснару «разовую возможность» побороться на UFC 200, прежде чем он вернётся в компанию на SummerSlam. Леснар победил Марка Ханта единогласным решением.
15 июля Леснар был извещён о возможном нарушении антидопинговой политики антидопинговым агентством США (USADA), связанным с нераскрытым запрещённым веществом в пробе, собранной 28 июня. Хант потребовал UFC либо заплатить ему половину гонорара Леснара, либо освободить от контракта. 19 июля UFC объявила о том, что вторая проба показала положительный результат на том же запрещённом веществе, обнаруженном в предыдущем образце. 15 декабря было подтверждено, что Леснар был оштрафован атлетической комиссией штата Невада на 250 000 долларов США и отстранён от участия в соревнованиях в течение одного года. Он будет иметь право вернуться в июле 2017 года. В результате отстранения результат его боя с Марком Хантом был отменён. 14 февраля 2017 года было сообщено, что Леснар уведомил UFC, что он закончил карьеру в MMA.

## Статистика в смешанных боевых искусствах
| Боёв 9          | Побед 5 | Поражений 3 |
| --------------- | ------- | ----------- |
| Нокаутом        | 2       | 2           |
| Сдачей          | 2       | 1           |
| Решением        | 1       | 0           |
| Не состоявшихся | 1       | 1           |

| Результат    | Рекорд | Соперник       | Способ                                  | Турнир                         | Дата            | Раунд | Время | Место             | Примечание |
| ------------ | ------ | -------------- | --------------------------------------- | ------------------------------ | --------------- | ----- | ----- | ----------------- | --- |
| Не состоялся | 5-3-1  | Марк Хант      | NC (аннулирование)                      | UFC 200 — Tate vs. Nunes       | 9 июля 2016     | 3     | 5:00  | Лас-Вегас, США    | Первоначально победа Леснара единогласным решением. Позже из-за провала Леснаром допинг-теста результат отменён. |
| Поражение    | 5-3    | Алистар Оверим | TKO (удар ногой по корпусу и добивание) | UFC 141 — Lesnar vs. Overeem   | 30 декабря 2011 | 1     | 2:26  | Лас-Вегас, США    | |
| Поражение    | 5-2    | Кейн Веласкес  | TKO (удары)                             | UFC 121 — Lesnar vs. Velasquez | 23 октября 2010 | 1     | 4:12  | Анахайм, США      | Утратил титул чемпиона UFC в тяжёлом весе.                                                                       |
| Победа       | 5-1    | Шейн Карвин    | Удушающий приём (ручной треугольник)    | UFC 116 — Lesnar vs. Carwin    | 3 июля 2010     | 2     | 2:19  | Лас-Вегас, США    | Защитил титул чемпиона UFC в тяжёлом весе. «Болевой приём вечера».                                               |
| Победа       | 4-1    | Фрэнк Мир      | TKO (удары)                             | UFC 100 — Lesnar vs. Mir 2     | 11 июля 2009    | 2     | 1:48  | Лас-Вегас, США    | Защитил титул чемпиона UFC в тяжёлом весе.                                                                       |
| Победа       | 3-1    | Рэнди Кутюр    | TKO (удары локтями)                     | UFC 91 — Couture vs. Lesnar    | 15 ноября 2008  | 2     | 3:07  | Лас-Вегас, США    | Завоевал титул чемпиона UFC в тяжёлом весе.                                                                      |
| Победа       | 2-1    | Хит Херринг    | Единогласное решение                    | UFC 87 — Seek and Destroy      | 9 августа 2008  | 3     | 5:00  | Миннеаполис, США  | |
| Поражение    | 1-1    | Фрэнк Мир      | Болевой приём (рычаг колена)            | UFC 81 — Breaking Point        | 2 февраля 2008  | 1     | 1:30  | Лас-Вегас, США    | Дебют в UFC. |
| Победа       | 1-0    | Ким Мин Су     | TKO (сдача от ударов)                   | K-1 HERO’s — Dynamite!! USA    | 2 июня 2007     | 1     | 1:09  | Лос-Анджелес, США | |

## Личная жизнь
Для меня это очень просто. Когда я возвращаюсь домой, я не обращаю внимания на всякую дребедень. Как я уже сказал, всё очень просто: тренировки, сон, семья, бои. Это моя жизнь. Мне это нравится. [...] Я просто не выставляю себя на обозрение фанатов и не выставляю свою личную жизнь на всеобщее обозрение. В наше время, когда есть интернет, камеры и мобильные телефоны, мне просто нравится быть старомодным, жить в лесу своей жизнью. Я возник из пустоты, и в любой момент я могу вернуться в пустоту.
6 мая 2006 года Леснар женился на своей коллеге по WWE Рене Грик, более известной как Сейбл. В 2014 году они переехали в Канаду, где живут на ферме в Мэрифилде, Саскачеван. У них двое сыновей — Тёрк (род. 2009) и Дюк (род. 2010), оба играют в хоккей. С бывшей невестой Николь Макклейн у Леснара также есть близнецы, родившиеся в 2002 году: дочь по имени Майя Линн, которая занимается лёгкой атлетикой, и сын Люк, который также играет в хоккей. Он также является отчимом дочери Сейбл от её первого мужа.
Леснар — очень закрытый человек, который выражает своё презрение к СМИ; он редко участвует в интервью и избегает вопросов, касающихся его личной жизни. Он является сторонником Республиканской партии и членом Национальной стрелковой ассоциации (НСА). В мае 2011 года он выступил на ежегодном собрании НСА, где рассказал о своей страсти к охоте и роли представителя компании Fusion Ammunition. Он болеет за команду «Виннипег Джетс», а все его сыновья играют в хоккей.
Во время первой части карьеры в WWE Леснар пристрастился к алкоголю и болеутоляющим средствам, якобы выпивая бутылку водки в день и принимая сотни таблеток викодина в месяц, чтобы справиться с болью, вызванной износом тела. Особым источником боли он назвал свой неудачный приём Shooting Star Press на WrestleMania XIX. Леснар утверждает, что в результате своей зависимости и психического истощения он не помнит целых два года своей первой части карьеры в WWE.
Леснар был на обложках многих журналов, включая декабрьский выпуск 2008 года журнала Flex и февральский выпуск 2008 года журнала Muscle & Fitness.

## В рестлинге
- Завершающие приёмы:
  - Kimura Lock[213] (2012— н. в.)
  - F-5[213] (2002 — н. в.)
  - Suplex City (2014 — н. в.)
  - Brock Lock[213] (2003—2004)
- Коронные приёмы:
  - Ранняя карьера
    - Tilt-A-Whirl Slam[213]
    - Spinebuster[213]
    - Horizontal Musclebuster[213]
    - Bear Hug[213]
    - Back Heel Trip[213]
    - Scoop Powerslam[213]
    - Corner Shoulder Tackle[213]
    - Canadian Rack[213]
    - Running Powerslam[213]
    - Fishermen Buster[213]
    - Backbreaker[213]
    - Различные вариации приёма Powerbomb
      - Double/Triple
      - Standing
      - Spiral

    - Различные вариации приёма Suplex
      - Belly-to-back Suplex[213]
      - Fishermen Suplex[213]
      - German Suplex[213]
      - Overhead Belly-to-Belly Suplex[213]
      - Superplex[213]

    - На данный момент
      - Kitchen Sink
      - Lariat
      - Различные вариации приёма Suplex
        - Overhead Belly To Belly
        - German
        - Snap
- Менеджеры:
  - Пол Хейман
  - Винс Макмэн
- Прозвища:
  - «Аномалия»
  - «Зверь»
  - «Воплощение зверя»
  - «Завоеватель»
  - «Следующая большая вещь»
  - «Король суплекса»
  - «Фрик»
  - «Мэр Суплекс-Сити»
  - «1 в 23-1»
- Музыкальные темы:
  - «Enforcer» от Джима Джонстона (8 апреля 2002 — 3 июня 2002)
  - «Next Big Thing» от Джима Джонстона (10 июня 2002 — 14 марта 2004; 2 апреля 2012 — 20 августа 2012)
  - «Next Big Thing (Remix)» от Джима Джонстона (28 января 2013—н. в.)

## Титулы и достижения

### Борьба
- National Collegiate Athletic Association
  - NCAA Division I All-American (1999, 2000)
  - NCAA Division I Финалист в тяжёлом весе (1999)
  - NCAA Division I Чемпион в тяжёлом весе (2000)
  - Чемпион Big Ten Conference (1999, 2000)
- National Junior College Athletic Association
  - NJCAA All-American (1997, 1998)
  - Чемпион NJCAA в тяжёлом весе (1998)
  - Чемпион турнира «Бизон» Университета штата Северная Дакота (1997—1999)[214]

### Смешанные единоборства
- Ultimate Fighting Championship
  - 14-й чемпион UFC в тяжёлом весе
    - Две успешные защиты титула

### Рестлинг
- New Japan Pro Wrestling / Inoki Genome Federation
  - Чемпион IWGP в тяжёлом весе (1 раз)
- Ohio Valley Wrestling
  - Южный командный чемпион OVW (3 раза) — с Шелтоном Бенджамином
- Pro Wrestling Illustrated
  - Самый прогрессирующий рестлер года (2002)
  - Рестлер года (2002, 2014)
  - Вражда года (2003) против Курта Энгла
  - Вражда года (2015) против Гробовщика
  - Самый ненавистный рестлер года (2018)
  - Матч года (2003) против Курта Энгла (матч «Железный человек» за титул чемпиона WWE на SmackDown!, 16 сентября 2003 года)
  - PWI ставит его под № 1 в списке 500 лучших рестлеров 2003 года[215]
- WWE/World Wrestling Entertainment/Federation
  - Чемпион Вселенной WWE (3 раза)
  - Чемпион WWE/Чемпион мира в тяжёлом весе WWE (7 раз)[216]
  - Победитель турнира «Король ринга» (2002)
    - Победитель «Королевской битвы» (2003, 2022)
    - Победитель Money in the Bank (2019)
    - «Слэмми» за шокирующий OMG-момент года (2014) — победа над Гробовщиком на WrestleMania XXX
- Wrestling Observer Newsletter
  - Лучший приём в рестлинге (2002) — F-5
  - Самый прогрессирующий рестлер года (2002, 2003)
  - Вражда года (2003) против Курта Энгла
  - Лучший броулер (2003)
  - Лучшие кассовые сборы десятилетия (2010-е)
  - Зал славы Wrestling Observer Newsletter (2015)